# 대한민국의 도로
대한민국의 도로는 대한민국에서 일반의 교통에 공용되는 길이다. 대한민국의 행정법 중 하나인 《도로법》 제1장 제2조 〈정의〉의 1항에서는 '도로란 일반인의 교통을 위하여 제공되는 도로'라고 언급하고 있으며, 그 종류와 등급은 《도로법》 제2장 제10조 〈도로의 종류와 등급〉에 열거되어 있다. 터널·교량·도선장·도로용 엘리베이터 및 도로와 일체가 되어 그 효용을 다하게 하는 시설 또는 그 공작물도 넓은 의미에서 도로에 포함된다.

## 도로법
대한민국의 《도로법》은 1961년 12월 27일 처음으로 제정되어 1962년 1월 1일부터 기존 1938년부터 시행했던 《조선도로령》을 24년 만에 폐지하여 그것을 대신해 시행에 들어갔으며, 현재 적용되는 대한민국의 《도로법》은 2014년 1월 21일에 《고속국도법》을 통합해 전부 개정된 것을 근거하여, 5월 21일에 일부 개정한 것을 7월 14일부터 시행하고 있다.

### 도로법상 도로의 정의
제2조 (정의)

1. "도로"란 차도, 보도(步道), 자전거도로, 측도(側道), 터널, 교량, 육교 등 대통령령으로 정하는 시설로 구성된 것으로서 제10조에 열거된 것을 말하며, 도로의 부속물을 포함한다.

### 도로교통법상 도로의 정의
제2조 (정의)

1. "도로"라 함은 다음 각 목의 곳을 말한다.

가. 도로법에 의한 도로

나. 유료도로법에 의한 유료도로

다. 그 밖에 현실적으로 불특정 다수의 사람 또는 차마의 통행을 위하여 공개된 장소로서 안전하고 원활한 교통을 확보할 필요가 있는 장소

### 건축법상 도로의 정의
제2조 (정의)

11. "도로"란 보행과 자동차 통행이 가능한 너비 4미터 이상의 도로(지형적으로 자동차 통행이 불가능한 경우와 막다른 도로의 경우에는 대통령령으로 정하는 구조와 너비의 도로)로서 다음 각 목의 어느 하나에 해당하는 도로나 그 예정도로를 말한다.

가. 「국토의 계획 및 이용에 관한 법률」, 「도로법」, 「사도법」, 그 밖의 관계 법령에 따라 신설 또는 변경에 관한 고시가 된 도로

나. 건축허가 또는 신고 시에 특별시장·광역시장·특별자치시장·도지사·특별자치도지사(이하 "시·도지사"라 한다) 또는 시장·군수·구청장(자치구의 구청장을 말한다. 이하 같다)이 위치를 지정하여 공고한 도로

## 종류와 등급
《도로법》 제2장 〈도로에 관한 계획의 수립 등〉의 제10조 〈도로의 종류와 등급〉에서는 고속국도, 일반국도, 특별시도·광역시도, 지방도, 시도, 군도, 구도로 이루어진 7종의 도로로 종류를 나누며, 나열한 순서대로 상위부터 하위까지 등급을 설정하고 있다. 구체적으로는 아래와 같다.

### 고속국도

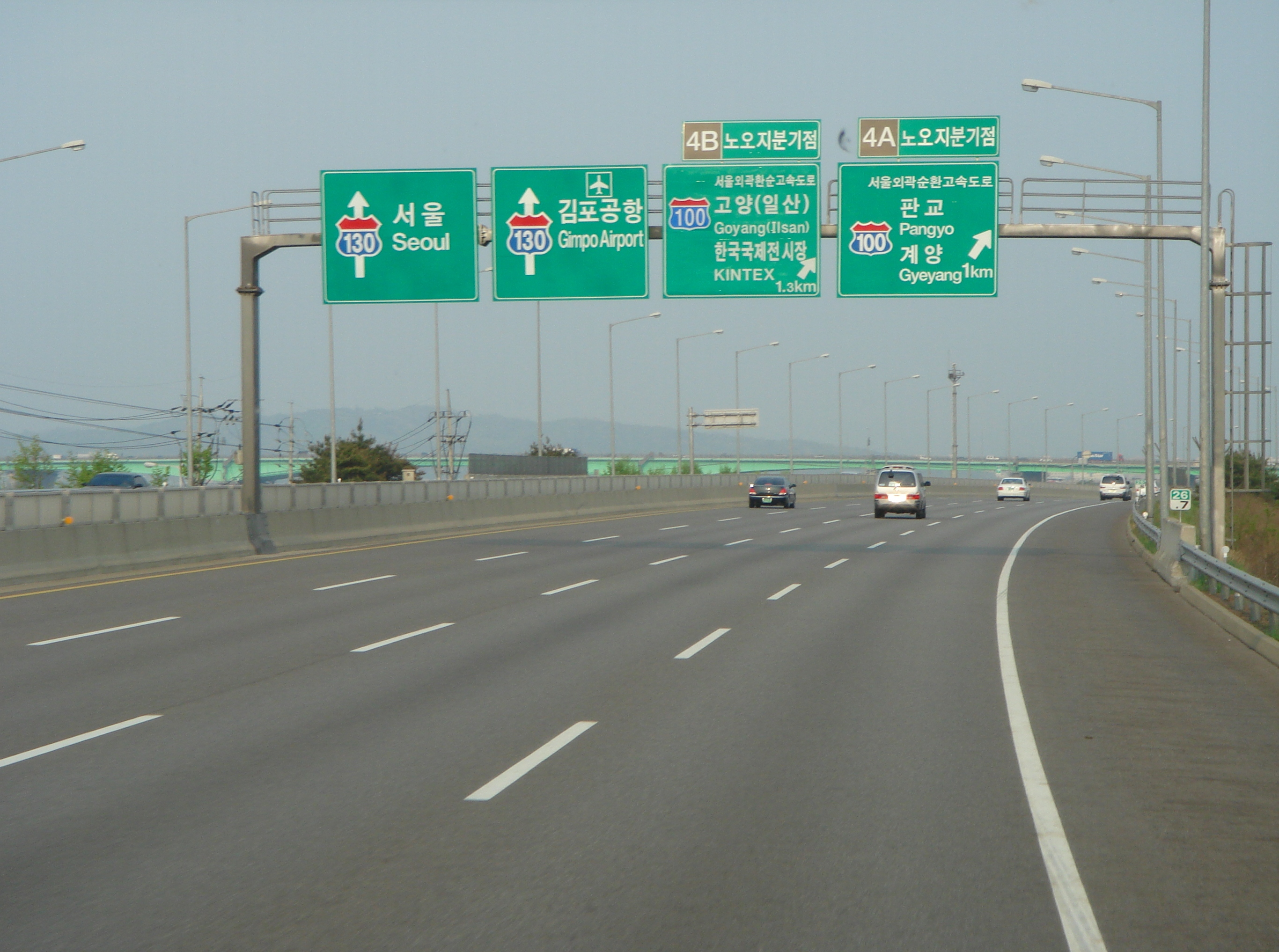
인천국제공항고속도로 노오지 분기점 예고 표지판

일반적으로 고속도로라고 일컬으며, 과거에는 고속국도의 경우 별개의 법률로 법을 제정, 개정하도록 명시되어 있었는데, 이 별개의 법률이 바로 《고속국도법》으로, 《고속국도법》 제2조 〈용어의 정의〉에서 고속국도는 '자동차교통망의 중축을 이루는 주요도시를 상호 연락하는 자동차전용의 고속교통의 공하는 도로'로 규정했었으며 노선 지정은 대통령령 중의 하나인 《고속국도 노선 지정령》을 통해 시행하였으나 2014년 1월 21일에 《고속국도법》이 폐지되고 《도로법》에 통합되었다.
《도로법》 제2장 제11조 〈고속국도의 지정·고시〉에서는 "도로교통망의 중요한 축(軸)을 이루며 주요 도시를 연결하는 도로"라고 정의하고 있으며 자동차전용의 고속교통에 사용되는 도로 노선을 정하여 고속도로를 국토교통부령에 의해 지정·고시하게 되어 있다.
관리는 《도로법》 제23조 〈도로관리청〉에서는 국토교통부장관을 관리청으로 한다는 내용이 명시되어 있으나 다음 내용인 《도로법》 제112조 (고속국도에 관한 도로관리청의 업무대행)에서는 다음과 같이 명시하고 있다.
① 국토교통부장관은 이 법과 그 밖에 도로에 관한 법률에 규정된 고속국도에 관한 권한의 일부를 대통령령으로 정하는 바에 따라 한국도로공사로 하여금 대행하게 할 수 있다.

② 한국도로공사는 제1항에 따라 고속국도에 관한 국토교통부장관의 권한을 대행하는 경우에 그 대행하는 범위에서 이 법과 그 밖에 도로에 관한 법률을 적용할 때에는 해당 고속국도의 도로관리청으로 본다.— 도로법 제112조, 법률 제12639호, 2014년 5월 21일 일부개정, 2014년 7월 14일 시행

따라서 이 법에 근거해 한국도로공사는 국토교통부장관의 권한을 대행해 고속도로를 관리할 수 있다. 또한 고속도로는 자동차전용도로이므로 보행자, 자전거 등은 통행할 수 없다.

### 일반국도

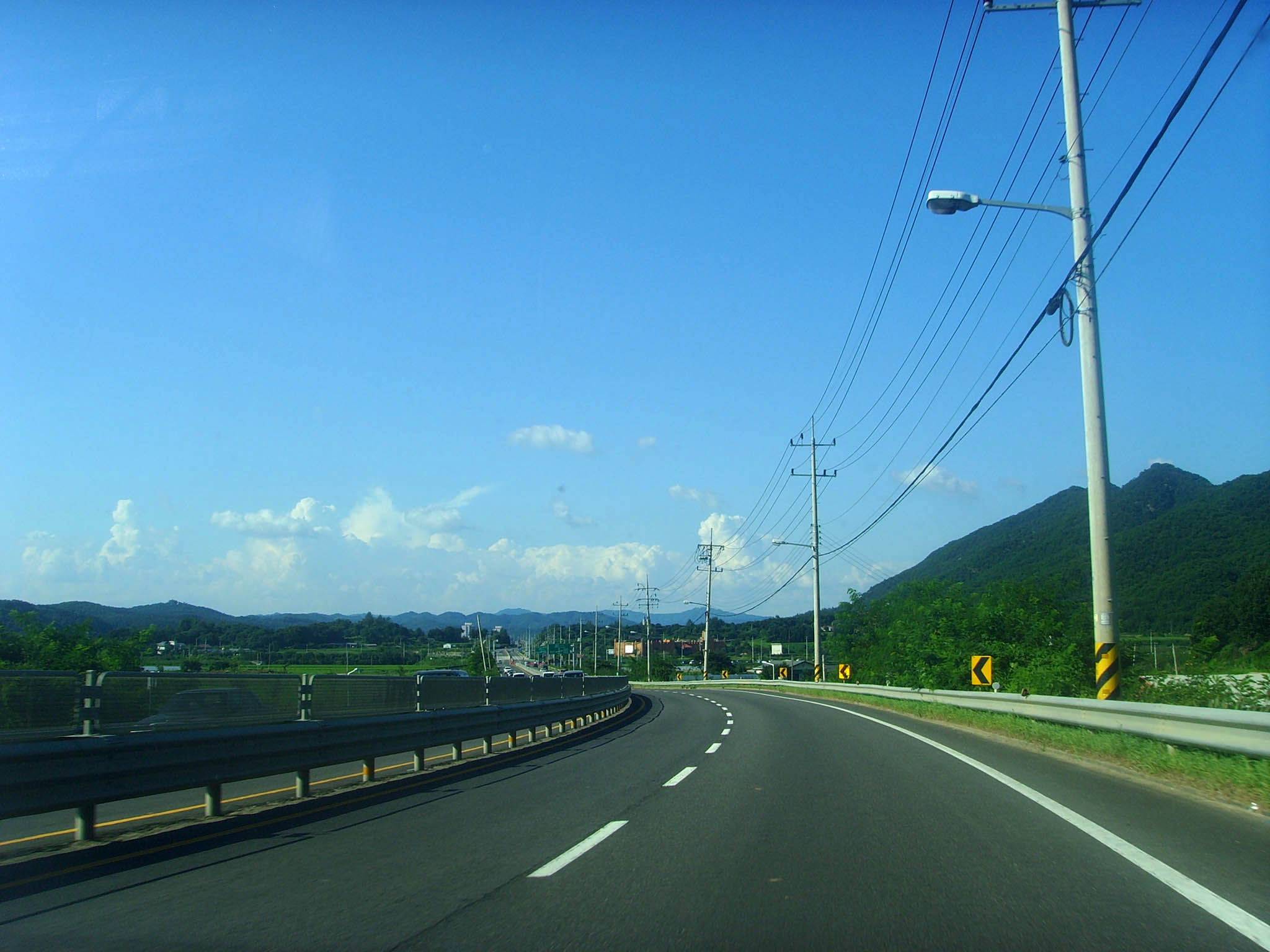
국도 제3호선

일반적으로 국도라고 일컬으며, 《도로법》 제2장 제12조 〈일반국도의 지정·고시〉의 1항에서는 중요 도시, 지정 항만, 중요한 공항, 국가산업단지 또는 관광지 등을 연결하며 고속국도와 함께 국가 기간도로망을 이루는 도로로서, 과거에는 《일반국도 노선 지정령》이라는 대통령령에 의해 노선을 지정하였으나, 2014년 1월 21일 전면개정된 《도로법》이 같은 해 7월 14일부터 시행되면서 변경되어 더 이상 대통령령으로 노선을 지정하지 않고 국토교통부에 의해 노선을 지정·고시하고 있다. 관리권은 제23조 〈도로관리청〉에 의거하여 국토교통부장관이 그 권한을 보유하고 있다. 그러나 2항에서는 특별시나 광역시, 특별자치도 또는 시가 관할하는 구역을 통과하는 국도의 경우는 예외적으로 관할 지자체의 장이 그 권한을 보유하게 된다고 언급하고 있다. 단, 해당 지역의 관할에 속했다 할지라도 읍과 면 지역은 이 조항에 해당되지 않는다.
전 구간이 자동차전용도로인 고속국도와는 달리, 대부분이 일반도로로 되어있어서 보행자, 자전거, 전배기량의 이륜자동차가 통행이 가능하다.
- 단, 자동차전용도로 구간인 경우, 보행자, 자전거는 통행할 수 없다.

### 특별시도·광역시도

동부간선도로

《도로법》 제2장 제14조 〈특별시도·광역시도의 지정·고시〉에 따르면 특별시나 광역시의 구역에 설치된 도로를 뜻하며, 특별시나 광역시의 장이 그 노선을 인정하도록 규정되어 있다. 특별시도나 광역시도가 되려면 다음 조건에 하나라도 만족해야 한다.
- 자동차 전용도로
- 간선 또는 보조간선 기능 등을 수행하는 도로
- 도시의 주요 지역 간이나 인근 도시와 주요 지방 간을 연결하는 도로
- 위의 각 호에 언급한 규정에 따른 도로 외에 도시의 기능 유지를 위하여 특히 중요한 도로

아울러, 관리권은 제23조 〈도로관리청〉에 의거하여 해당 지역의 행정청, 즉 특별시장이나 광역시장이 그 권한을 맡게 된다.

### 시도
《도로법》 제2장 제16조 〈시도의 지정·고시〉에 따라 시 또는 행정시에 있는 도로를 뜻하며, 제23조 〈도로관리청〉에 의거하여 해당 지역의 행정청, 즉 시장이 맡게 된다. 그러나 예외적으로 행정시의 경우는 제주특별자치도지사가 그 권한을 맡게 된다.

### 지방도

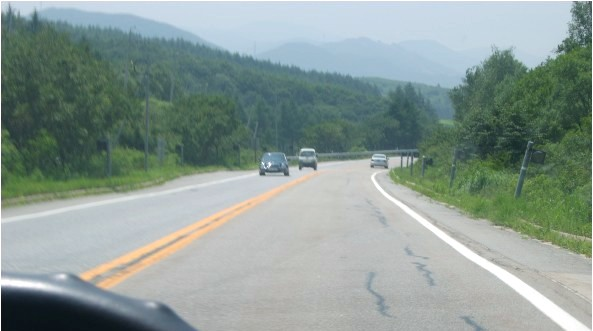
지방도 제456호선

《도로법》 제2장 제15조 〈지방도의 지정·고시〉에 따르면 지방의 간선도로망을 이루는 아래에 해당하는 도로를 뜻하며, 관할도지사 또는 특별자치도지사가 그 노선을 인정하도록 규정되어 있다. 지방도가 되려면 다음 조건에 하나라도 만족해야 한다.
- 도청소재지로부터 시청 또는 군청 소재지에 이르는 도로
- 시청 또는 군청 소재지 상호 간을 연결하는 도로
- 도 또는 특별자치도내의 비행장, 항만, 역 또는 이와 밀접한 관계가 있는 지역을 상호 연결하는 도로
- 도 또는 특별자치도내의 비행장, 항만, 역에서 이와 밀접한 관계가 있는 고속국도, 국도 또는 지방도를 연결하는 도로
- 위의 각호 이외의 도로로서 지방의 개발을 위하여 특히 중요한 도로

아울러, 관리권은 제23조 〈도로관리청〉에 의거하여 해당 지역의 행정청, 즉 도지사나 특별자치도지사가 그 권한을 맡게 된다.
대부분이 일반도로로 되어있어서 보행자, 자전거, 전배기량의 이륜자동차가 통행이 가능하다.
- 단, 자동차전용도로 구간인 경우, 보행자, 자전거등은 통행할 수 없다.

#### 국가지원지방도

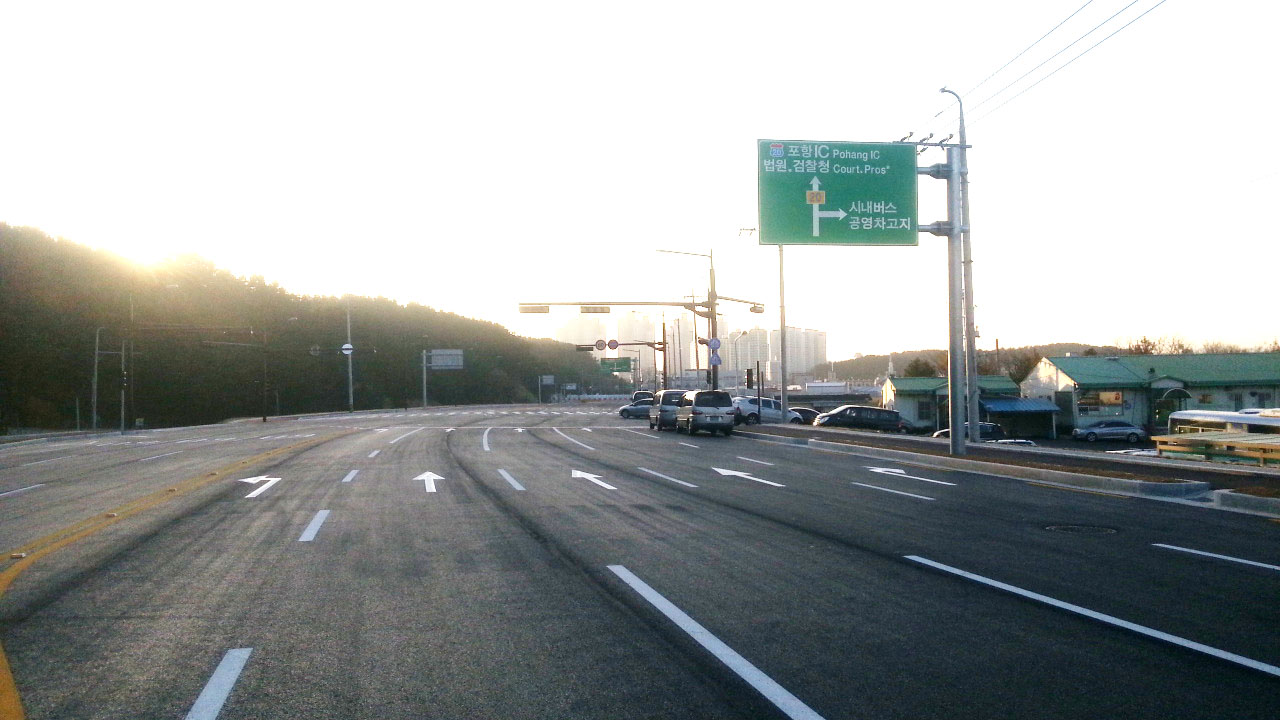
국가지원지방도 제20호선

《도로법》 제2장 제15조 〈지방도의 지정·고시〉에 따르면 국가지원지방도(國家支援地方道)는 지방도 중 주요 도시, 공항, 항만, 산업단지, 주요 도서(島嶼), 관광지 등 주요 교통유발시설을 연결하고 국가간선도로망을 보조하기 위한 도로를 뜻하며, 과거에는 대통령령인 《국가지원지방도 노선 지정령》으로 그 노선이 지정되어 있었지만 2014년 1월 21일 전면개정된 《도로법》이 같은 해 7월 14일부터 시행되면서 더 이상 대통령령으로 노선 지정을 하지 않고 국토교통부령에 의해 지정·고시하고 있다.

### 군도
《도로법》 제2장 제17조 〈군도의 지정·고시〉에 따라 군에 있는 도로를 뜻하며, 관할 군수가 그 노선을 인정하도록 규정되어 있다. 군도가 되려면 다음의 조건을 만족해야 한다.
- 군청 소재지에서 읍행정복지센터 또는 면행정복지센터 소재지에 이르는 도로
- 읍사무소 또는 면사무소 소재지 상호 간을 연결하는 도로
- 위의 각 호에 언급한 규정에 따른 도로 외의 도로로서 군의 개발을 위하여 특히 중요한 도로

아울러, 관리권은 제23조 〈도로관리청〉에 의거하여 해당 지역의 행정청, 즉 군수가 그 권한을 맡게 된다.

### 구도
《도로법》 제2장 제18조 〈구도의 지정·고시〉에 따르면 특별시나 광역시의 도로 가운데 특별시도와 광역시도를 제외한 구(즉, 자치구) 안에서 동을 연결하는 도로를 뜻하며, 관할 구청장이 그 노선을 인정한다. 또한 관리권은 제23조 〈도로관리청〉에 의거하여 해당 지역의 행정청, 즉 구청장이 그 권한을 맡게 된다.
일부 시도, 군도, 구도 가운데는 안내번호가 있는 경우도 있다.

## 대한민국에서 통용되는 도로의 명칭
일반적으로 고속국도가 고속도로에만 지정되는 것이어서 고속국도를 고속도로라고 부르는 경우가 대부분이지만, 둘은 다른 개념이다.
'국도 1호선'같은 위의 명칭들은 도로의 노선을 지칭하는 경우에 쓰이는데, 필요에 따라 도로명으로 부르기도 한다. 주로 사업 시행 주체에 따라 구분되는 것으로 보인다.
- ~고속도로 (예: 경부고속도로 등.)
- ~가 (예: 종로3가, 을지로4가 등.)
- ~순환로
- ~로, ~대로 (예: 대학로, 중앙로, 중앙대로 등.)
  - ~로~길 (예: 상도로1길 등.)
    - □□로 ○○길 (예: 상도로 1가길 ← '가'는 가나다순으로.)
- ~길 (예: 국사봉길 등.)
  - ~골목

등이 일상 생활에서와 도로 명칭에서 주로 사용되고 있다.

## 같이 보기
- 대한민국의 고속도로
- 대한민국의 일반 국도
- 대한민국의 지방도
  - 국가지원지방도
- 대한민국의 자동차 전용도로
- 도시고속화도로
- 조선도로령
- 대한민국의 교통표지
- 대한민국 도로교통법
- 한국도로교통공단법